# Rubus cockburnianus
Rubus cockburnianus är en rosväxtart som beskrevs av William Botting Hemsley. Rubus cockburnianus ingår i släktet rubusar, och familjen rosväxter. Inga underarter finns listade i Catalogue of Life.